# Principe Kanemi
Principe Kanemi (兼覧王 Kanemi no Ōkimi; 866 – 932) è stato un poeta giapponese waka del primo periodo Heian.
Suo padre era il principe Koretaka, figlio dell'imperatore Montoku. È considerato uno dei poeti che fanno parte dell'elenco antologico del Chūko Sanjūrokkasen.

## Carriera
Nell'886 fu nominato jushii. Nell'890 fu nominato vice governatore della provincia di Kawachi e nell'892 ciambellano dell'imperatore Uda.
Nell'897, poco dopo la salita al trono dell'imperatore Daigo, divenne governatore della provincia di Yamashiro, nel 911 capo ufficiale del jingi-kan (Dipartimento degli affari shintoisti) e kunaikyō. Fu promosso a shōshii nel 924.

## Opera poetica
Come poeta waka ha avuto rapporti artistici con altri poeti come Ki no Tsurayuki e Ōshikōchi Mitsune. Solo cinque delle sue poesie sono incluse nell'antologia imperiale Kokin Wakashū e altre quattro sono incluse in altre antologie imperiali. Una delle sue figlie, la principessa Kanemi (兼覧王女, Kanemi Ōjo), ha una poesia che è stata inclusa nelle antologie.